# Paulus Aemilius Veronensis
Paulus Aemilius Veronensis (em italiano: Paolo Emilio da Verona; Verona, 1460 – Paris, 5 de maio de 1529) foi um historiador italiano.

## Biografia
Nasceu em Verona. Devido ter conquistado grande fama em seu próprio país, foi convidado para ir à França, ca. 1499, no reinado de Carlos VIII, a fim de escrever a história dos reis da França. Foi apresentado a um cônego em Notre-Dame de Paris. Paulus apreciou o patrocínio e apoio de Luís XII. Morreu em Paris, em 5 de maio de 1529, antes que pudesse terminar este trabalho. Seu De Rebus gestis Francorum foi traduzido para o francês em 1581, e também para o italiano e alemão.